# Jean-Daniel Pollet
Jean-Daniel Pollet est un réalisateur français, né le 20 juin 1936 à La Madeleine (Nord) et mort le 9 septembre 2004 à Cadenet.

## Biographie
Jean-Daniel Pollet, lors de vacances au bord de la mer, voit au loin un homme charismatique se promenant sur la plage, Claude Melki. Sa carrière cinématographique commence alors en 1958 par un court métrage tourné dans les guinguettes de la région parisienne, Pourvu qu'on ait l'ivresse.... Le film tourne dès lors autour de la silhouette de Melki et de ses hésitations. Ce court métrage remarqué est le premier d'une série de films reprenant le personnage de Melki, prénommé Léon, et représentant l'un des deux aspects du cinéma de Pollet à travers un goût pour une comédie populaire empreinte de burlesque autant que de mélancolie. À cette veine se rattachent le segment Rue Saint-Denis du film à sketches Paris vu par… ainsi que les longs métrages L'amour c'est gai, l'amour c'est triste et L'Acrobate, ce dernier film écrit en compagnie du critique et historien Jacques Lourcelles.
La deuxième veine du cinéma de Pollet commence avec Méditerranée, tourné durant deux années en compagnie de Volker Schlöndorff. Pollet tente alors de créer un cinéma totalement poétique. Il y réussit, en partie grâce à la qualité des auteurs qui écrivent les commentaires de ses films, tels Philippe Sollers ou Jean Thibaudeau. Il rencontre finalement l'œuvre de Francis Ponge, qui est peut-être celle qui lui correspond le mieux.
Victime, en avril 1989, d'un grave accident qui le laisse paralysé (renversé par un train, il est victime de 27 fractures), il tourne ses derniers films dans les alentours de sa maison de Cadenet. Son film Dieu sait quoi...  est la rencontre entre cette condition d'infirme, malade, et celle de Francis Ponge, vivante, qui par ses livres, l'invite à redécouvrir son quotidien désormais claustrophobique.
En 2006, Jean-Paul Fargier termine le dernier film de Jean-Daniel Pollet Jour après jour. Très diminué physiquement et sachant qu'il lui restait très peu de temps à vivre, le cinéaste décida de réaliser un film de photographies de sa dernière année. Sa maison, les saisons, des fruits, des fleurs. Il avait terminé le montage sur papier la veille de sa mort.

## Filmographie

### Réalisateur

#### Courts et moyens métrages
- 1958 : Pourvu qu'on ait l'ivresse...
- 1961 : Gala
- 1963 : Méditerranée
- 1964 : Bassae
- 1966 : Les Morutiers
- 1966 : Le Horla
- 1968 : La Femme aux cent visages
- 1974 : L'Ordre
- 1986 : Au Père Lachaise (coréalisateur Pierre-Marie Goulet)
- 1990 : L’arbre et le soleil : Max-Philippe Delavouët et son pays
- 1991 : Contre-courant

#### Longs métrages
- 1960 : La Ligne de mire
- 1965 : Une balle au cœur
- 1965 : Paris vu par… - segment Rue Saint-Denis
- 1966 : Le Soleil et l'ombre pour Nikos Kazantzaki (téléfilm documentaire)
- 1967 : Tu imagines Robinson
- 1968 : Drôle de jeu (coréalisateur Pierre Kast)
- 1970 : Le Maître du temps
- 1971 : Le Sang
- 1971 : L'amour c'est gai, l'amour c'est triste
- 1976 : L'Acrobate
- 1978 : Pour mémoire (La Forge)
- 1988 : Contretemps
- 1990 : L’Arbre et le soleil : Max-Philippe Delavouët et son pays (téléfilm documentaire)
- 1991 : Trois jours en Grèce
- 1994 : Dieu sait quoi
- 2001 : Ceux d'en face
- 2006 : Jour après jour (terminé par Jean-Paul Fargier)

### Assistant réalisateur
- 1951 : Dakota 308 de Jacques Daniel-Norman
- 1956 : L'Homme à l'imperméable de Julien Duvivier

### Acteur
- 1973 : La Chute d'un corps de Michel Polac : un disciple
- 1974 : Les Autres d'Hugo Santiago : Adam

#### Études
- Dominique Noguez, Le cinéma autrement, Paris, Éditions du Cerf, 1987
- Jean-Louis Leutrat, « Dans le sillage d'Ulysse », in Yannick Beaubatie (dir.), Empreintes, Tulle, Mille Sources, 2004, p. 235-246
- Jean-Louis Leutrat, « Trois petits tours : le voyage en Grèce de Jean-Daniel Pollet », in Récits du dernier siècle des voyages, Presses de l’Université Paris-Sorbonne, 2005, p. 181-185
- Jean-Louis Leutrat / Suzanne Liandrat-Guigues, Tours d’horizon : Jean-Daniel Pollet, Éditions de l’Œil, 2005

#### Périodiques
- Positif, no 46, juin 1962
- Cahiers du Cinéma, no 204, septembre 1968
- Image et Son, no 232, novembre 1969
- Écran, no 46, avril 1976
- Cahiers du Cinéma, no 320, février 1981
- Cahiers du Cinéma, no 431-432, mai 1990
- Cahiers du Cinéma, no 509, janvier 1997
- Cahiers du Cinéma, no 530, décembre 1998